# Oak Harbor (Washington)
Oak Harbor é uma cidade localizada no estado norte-americano de Washington, no Condado de Island.

## Demografia
Segundo o censo norte-americano de 2000, a sua população era de 19.795 habitantes.
Em 2006, foi estimada uma população de 22.713, um aumento de 2918 (14.7%).

## Geografia
De acordo com o United States Census Bureau tem uma área de
23,7 km², dos quais 23,6 km² cobertos por terra e 0,1 km² cobertos por água. Oak Harbor localiza-se a aproximadamente 13 m acima do nível do mar.

## Localidades na vizinhança
O diagrama seguinte representa as localidades num raio de 24 km ao redor de Oak Harbor.